# Халовеј (Минесота)
Халовеј (енгл. Holloway) град је у америчкој савезној држави Минесота.

## Демографија
По попису из 2010. године број становника је 92, што је 20 (-17,9%) становника мање него 2000. године.
| Група             | 2000.       | 2010.       |
| Белци             | 103 (92,0%) | 92 (100,0%) |
| Афроамериканци    | 0 (0,0%)    | 0 (0,0%)    |
| Азијати           | 0 (0,0%)    | 0 (0,0%)    |
| Хиспаноамериканци | 8 (7,1%)    | 0 (0,0%)    |
| Укупно            | 112         | 92          |